# فرانك ماسون روبنسون
فرانك ماسون روبنسون (بالإنجليزية: Frank Mason Robinson)‏ هو مصمم مطبوعات أمريكي، ولد في 12 سبتمبر 1845 في مقاطعة بينوبسكوت في الولايات المتحدة، وتوفي في 1923 في أتلانتا في الولايات المتحدة.